# Olympische Winterspiele 2002/Teilnehmer (Israel)
| Gelbes Symbol für Goldmedaillen mit stilisierten Olympischen Ringen | Graues Symbol für Silbermedaillen mit stilisierten Olympischen Ringen | Braundes Symbol für Bronzemedaillen mit stilisierten Olympischen Ringen |
| ------------------------------------------------------------------- | --------------------------------------------------------------------- | ----------------------------------------------------------------------- |
| —                                                                   | —                                                                     | —                                                                       |

Israel nahm an den Olympischen Winterspielen 2002 mit einer Delegation von fünf Athleten teil.
Es war die dritte Teilnahme Israels an Olympischen Winterspielen.

## Flaggenträger
Die Eiskunstläuferin Galit Chait trug die Flagge Israels während der Eröffnungsfeier im Rice-Eccles Stadium.

## Übersicht der Teilnehmer

### Eiskunstlauf
Eistanz
- Galit Chait, Sergei Sachnowski
6. Platz

- Natalia Gudina, Alexei Beletski
19. Platz

### Shorttrack
Frauen
- Olga Danilov
500 m: 16. Platz (46,695 s, Viertelfinale)
1000 m: 21. Platz (1:42,767 min, Vorlauf)
1500 m: 14. Platz (2:32,458 min, Halbfinale)